# Michaella Rugwizangoga
 (mai 2023).
Michaella Rugwizangoga est une ingénieure rwandaise avec une expérience dans la planification stratégique, la gestion de projet et le développement de produits.
Enlle est en 2023 PDG de Volkswagen Mobility Solutions Rwanda, faisant d'elle la première femme africaine à occuper ce poste au sein du groupe,,,.

## Biographie
Après avoir obtenu son troisième diplôme, elle a travaillé à l'Agence de développement du Rwanda (RDB), à VillageGroup, à la Fondation Imbuto (Jeannette Kagame Foundation), et travaille actuellement en tant que PDG de Volkswagen Mobility Solutions Rwanda depuis avril 2018,. Michaella est membre du Global Shaper du Forum économique mondial et membre du Hub de Kigali depuis 2014. 
Michaella a fondé le Sommet international de la jeunesse Hope Week Africa qui s'est tenu à Kigali en décembre 2012, réunissant plus de 100 invités de 40 pays pour en apprendre davantage sur les meilleures pratiques du Rwanda et discuter des défis en matière d'éducation, d'entrepreneuriat et de bonne gouvernance, Elle est devenue la première Rwandaise à être élue représentante de la jeunesse en coopération avec l'Allemagne, remportant la catégorie Future Leader lors d'un événement au Niger, et a été honorée par la présidente du pays, Dr Issoufou Malika.